# Hillegom
Hillegom (phát âmⓘ) là một thị xã ở phía tây Hà Lan, trong tỉnh Zuid-Holland. Đô thị này có diện tích 13,48 km² (8,38 mile²) trong đó 0,61 km² (0,38 mile²) là diện tích mặt nước.
Đô thị này giáp các đô thị Bloemendaal, Bennebroek (về phía bắc), Haarlemmermeer (về phía đông), Lisse (về phía nam), và Noordwijkerhout (về phía tây).

## Diễn biến dân số

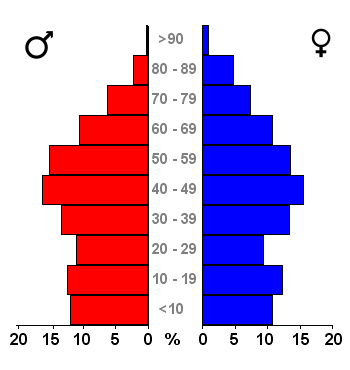
Dân số theo nhóm tuổi, năm 2007.

Dân số ngày 1 tháng 1:
- 1899: 5.361
- 1930: 10.812
- 1960: 14.789
- 1970: 16.963
- 1980: 17.937
- 1990: 19.885
- 2000: 20.664
- 2004: 20.588
- 2006: 20.317

Nguồn: Cục thống kê Hà Lan